# Tradice z krabice
Tradice z krabice je sedmé studiové album skupiny Morčata na útěku, které vyšlo v roce 2013. Obsahuje 15 skladeb.

## Seznam skladeb
1. Intro - Galadrieliny dobroty
2. Strastiplná cesta Dilda Pytlíka: Dovnitř a zas zpátky (Rammstein - Pussy)
3. Můj brácha má príma ségru (Erasure - I love to hate you)
4. Jsme sráči! (Beastie Boys - (You Gotta) Fight For Your Right)
5. Tradice z krabice (vlastní tvorba)
6. Twajlajt (Ke$ha - TiK ToK)
7. Lída 2: The Svatba (Fredddie Mercury - Living in my own)
8. L'Dělissimo (Toto Cutugno - L'Italiano)
9. Song kde se prdí hubou (Slade - Far Far Away)
10. Bukkake (vlastní tvorba)
11. Žlutá (Nirvana - Smells Like Teen Spirit + Žlutý Pes - Modrá)
12. Industrial Porno Show (vlastní tvorba)
13. Dobrý den (ZZ Top - Sharp Dressed Man)
14. Mix dva tisíce třináct (Metallica - Enter Sandman + Mig-21 - Snadné je žít, Prodigy - Breathe, Arakain - Paganini, W. Matuška - Eldorádo, Michael Jackson - Beat it)
15. Hanácká (vlastní tvorba)

## Obsazení
- Yetty – zpěv
- Filipínec – bicí
- Ketchup – baskytara
- Mikesh – kytara